# Disznósajt
A disznósajt vagy disznófősajt, azaz a „disznó főbül való” sajt, előfőzött sertés fejhúsból, tokaszalonnából, bőrből, szívből, nyelvből, veséből, a zsírszalonnáról lehúzott bőrből, kocsonyásító alapanyagokkal és fűszerekkel készült hússajt, melyet legtöbbször megtisztított húgyhólyagba töltenek, sajtolnak és általában füstölnek is. Regionálisan többféle elnevezése létezik, hívják úgy is, hogy gömböc (a gömböcöt kézzel töltik, bevarrják, kifőzik, nem préselik, nem füstölik, mert hamarosan elfogyasztják), préshurka, prezbors, svartli, varsli, szajmóka, de egyes területeken még a szalámi elnevezést is használják rá. Európa számos országában készül hasonló hústermék.

## Magyarországi története
Korábban a neve gömböc volt, ami eredetileg kásás, véres töltelékekkel töltött disznógyomor, és csak később lett a neve disznósajt. Romlandósága miatt a disznóvágást követően gyorsan el kellett fogyasztani.
1600 körül már említi disznósajt néven az erdélyi Kéziratos fejedelmi szakácskönyv, ahová valószínűleg német nyelvterületről került át. Az itt szereplő recept a főtt, kicsontozott disznófejet fűszerezve gyolcsruhába javasolja tölteni. A magyar középosztály csak az 1870-es évektől kezdte gyakrabban készíteni a mai értelemben vett disznósajtot, talán bécsi közvetítéssel. A paraszti disznóöléseken 1880 és 1960 között hullámokban terjedt el, nyugaton korábban, keleten később, a Nyírségben például csak a második világháború után lett gyakoribb. Legkésőbb az erdélyi parasztsághoz jutott el, ahol gyakran gyomor helyett a hólyagba töltötték. Talán a Magyarországra települt német bevándorlók is magukkal hozhatták a receptet, és valamennyire közrejátszhattak a terjesztésében.

## Érdekességek
- Egy kultikus tévéreklám az 1980-as évekből, amely a disznósajtot hirdeti ("Ezt nem adom! Ez disznósajt")
- A Gömböc (az egyetlen homogén háromdimenziós test, melynek specialitása, hogy csak egy stabil  és egy instabil egyensúlyi helyzete van) nevét részben a Kis gömböc népmesében szereplő ételről kapta,[3] amely legurul a padlásról, s az utcán végiggurulva mindenkit elnyel, aki szembejön vele.